# Pinjalo lewisi
Pinjalo lewisi is een straalvinnige vissensoort uit de familie van snappers (Lutjanidae). De wetenschappelijke naam van de soort is voor het eerst geldig gepubliceerd in 1987 door Randall, Allen & Anderson.